# Han Suk-kyu
Han Suk-kyu (en hangul, 한석규; hanja: 韓石圭; RR: Han Seok-gyu), (Seúl, Corea del Sur, 3 de noviembre de 1964), es un actor surcoreano.

## Biografía
Es el menor de cuatro hermanos, uno de ellos es Han Seong-kyu.
Se entrenó en la Universidad Dongguk (inglés: "Dongguk University"), de donde se graduó en teatro y cine.
En 1998 se casó con Im Myeong-ju (una actriz de voz). La pareja tiene cuatro hijos (2 varones y 2 mujeres).

## Carrera
Es miembro de la agencia "Clover Company".
El 29 de abril de 1995 apareció como personaje principal de la película Doctor Bong, donde dio vida al doctor Bong Joon-soo, un dentista y hombre despreocupado por las mujeres cuyo hijo decide emparejarlo con su vecina.
El 17 de febrero de 1996 apareció como personaje principal de la película The Ginkgo Bed donde interpretó a Soo-hyeon, un pintor plagado de visiones, que descubre que es la reencarnación de un músico muy talentoso que fue asesinado por el tirano Hwang Jang-gun (Shin Hyun-joon) frente a muchos siglos atrás por su amor a una princesa.
El 7 de febrero de 1997 apareció como personaje principal en la película Green Fish donde dio vida a Mak-dong, un hombre que después de salir del ejército conoce y se enamora de Mi-ae (Shim Hye-jin), la novia del jefe de pandillas Bae Tae-go.
El 12 de septiembre del mismo año apareció como personaje principal de la película The Contact donde interpretó al Dong-hyeon, un DJ que aunque al inicio está enfocado en volver con su exnovia, a través de la música termina conociendo a Soo-hyeon (Jeon Do-yeon).
El 24 de enero de 1998 apareció como personaje principal de la película Christmas in August donde dio vida a Jung-won, el dueño de una tienda de fotografía que después de encontrar nuevamente la felicidad con Da-rim (Shim Eun-ha), descubre que tiene una enfermedad terminal.
El 13 de febrero de 1999 apareció como personaje principal de la película Shiri donde interpretó a Yu Jong-won, un agente secreto surcoreano que termina involucrándose con Lee Bang-hee (Yunjin Kim), un agente norcoreana mientras se esta haciendo pasar por "Lee Myung-hyun".
El 13 de noviembre del mismo año apareció como personaje principal de la película Tell Me Something donde dio vida al oficial Jo, un detective que en mientras intenta descubrir y atrapar a un asesino en serie que amputa las extremidades y las cabezas de sus víctimas, conoce a Chae Soo-yeon (Shim Eun-ha), una mujer misteriosa que conoce a todas las víctimas y que había salido con ellas en el pasado.
El 24 de enero del 2003 apareció como personaje principal de la película Double Agent donde interpretó a Rim Byeong-ho, un oficial de inteligencia de Corea del Norte en Berlín Oriental, Alemania que intenta cruzar el "Checkpoint Charlie" con la intención de desertar a Corea del Sur.
El 28 de octubre del 2004 se unió al elenco principal de la película The Scarlet Letter donde dio vida al oficial Lee Ki-hoon, un detective de homicidios alfa y con instintos animales que tiene que resolver un asesinato aparentemente realizado por Ji Kyung-hee (Sung Hyun-ah), mientras intenta balancear su doble vida entre su esposa Han Soo-hyun (Uhm Ji-won), una perfecta y sumisa violonchelista clásica y su amante Choi Ga-hee (Lee Eun-ju), una sensual cantante de jazz en un club.
El 3 de febrero del 2005 apareció como personaje principal de la película The President's Last Bang donde interpretó al agente en jefe Ju, un miembro del Servicio de Inteligencia Nacional de Corea del Sur (KCIA), involucrado en el asesinato del presidente Park Chung-hee (Song Jae-ho).
El 29 de septiembre del mismo año se unió al elenco principal de la película Mr. Housewife (también conocida como "Quiz King") donde dio vida a Jin Man, un hombre que luego de ser estafado y perder todo el dinero que había guardado para la operación de su suegro, decide vestirse de mujer y participar en el programa "Quiz Show For Wives", con la esperanza de ganar el premio. 
El 23 de febrero del 2006 apareció como personaje principal de la película Forbidden Quest donde interpretó a Kim Yoon-seo, un inspector de policía que termina enamorándose de Jung-bin (Kim Min-jung), la concubina del Rey.
El 31 de marzo del mismo año se unió al elenco principal de la película A Bloody Aria donde dio vida al oficial de la policía Moon-jae.
El 30 de noviembre del mismo año apareció como personaje principal de la película Solace donde interpretó a Shim In-ku, un farmacéutico que dirige su propia tienda en Seúl.
El 30 de junio del 2008 se unió al elenco principal de la película Eye for an Eye donde dio vida a Baek Seong-chan, un veterano detective de la policía que está a punto de retirarse para establecer su propio negocio, pero que se ve obligado a posponer sus planes cuando un camión del banco es robado.
El 5 de octubre del 2011 se unió al elenco principal de la serie Deep Rooted Tree donde interpretó a Lee Do quien más tarde se convierte en el Rey Sejong, el creador del alfabeto coreano: Hangul, hasta el final de la serie el 22 de diciembre del mismo año. Papel interpretado por los actores Song Joong-ki de adolescente y Kang San de pequeño.
El 31 de enero del 2013 apareció como personaje principal de la película The Berlin File donde dio vida a Jeong Jin-soo, un agente de inteligencia de Corea del Sur.
El 14 de marzo del mismo año se unió al elenco principal de la película My Paparotti donde interpretó a Sang-jin, un antiguo prometedor vocalista, que ahora trabaja como profesor de música en la escuela secundaria después de sufrir un tumor de cuerdas vocales.
El 22 de septiembre del 2014 se unió al elenco principal de la serie Secret Door donde dio vida al Rey Yeongjo, el sagaz vigésimo segundo gobernante de Joseon, que en su intento por fortalecer el poder real, su relación con su hijo Yi Sun (Lee Je-hoon) termina convirtiéndose en conflictiva y finalmente trágica, hasta el final de la serie el 9 de diciembre del mismo año.
El 24 de diciembre del mismo año se unió al elenco principal de la película The Royal Tailor donde interpretó a Jo Dol-seok, conocido como el único sastre real, quien celoso del talento del joven diseñador Lee Gong-jin (Go Soo) cuya experiencia en la fabricación de hanboks no convencionales atrae a las mujeres, confabula con el Rey (Yoo Yeon-seok) para incriminar a Gong-jin de intentar asesinarlo.
El 7 de noviembre del 2016 se unió al elenco principal de la serie Romantic Doctor, Teacher Kim donde dio vida al doctor Boo Yong-joo, el único médico de Corea del Sur con triple certificación en cirugía general, cardíaca y neurocirugía y el más importante cirujano del Hospital Geodae, quien después de la muerte de su hijo decide cambiarse su nombre a "Kim Sa-boo" y comienza a trabajar en el Hospital Doldam, hasta el final de la serie el 16 de enero del 2017.
El 20 de marzo del 2019 apareció como personaje principal de la película Idol, donde interpretó a Goo Myung-hui, un político honrado, honesto y exitoso cuya vida se pone en peligro como resultado de un accidente que involucra a su hijo.
El 6 de julio del mismo año se unió al elenco principal de la serie Watcher donde dio vida al detective Do Chi-kwang, el líder del equipo de investigación de asuntos internos, hasta el final de la serie el 25 de agosto del mismo año.
El 6 de enero del 2020 se unió al elenco principal de la segunda temporada de la serie Romantic Doctor, Teacher Kim 2 (también conocida como "Romantic Doctor Kim") donde nuevamente interpretó al doctor Boo Yong-joo, hasta el final de la serie el 25 de febrero del mismo año.
En 2021 se unió al elenco de la serie When the Day Breaks (también conocida como "Until the Morning Comes").

## Filmografía

### Series de televisión
| Año     | Título                         | Personaje                    | Notas                                      | Ref.                 |
| ------- | ------------------------------ | ---------------------------- | ------------------------------------------ | -------------------- |
| 1990    | Our Paradise                   | Hyun Chul                    | 100 episodios                              |                      |
| 1991    | Eyes of Dawn                   | Joven de Seobuk              |                                            |                      |
| 1992-93 | Sons and Daughters             | Suk Ho                       |                                            |                      |
| 1993    | Pilot                          | Park Sang-hyun               |                                            |                      |
| 1994    | The Moon of Seoul              | Hong Shik                    | 82 episodios                               |                      |
| 1994    | Challenge                      | -                            |                                            |                      |
| 1994    | Kareisky                       | -                            |                                            |                      |
| 1995    | Hotel                          | Presidente Im Hyung-bin      | 16 episodios                               |                      |
| 2011    | Deep Rooted Tree               | Lee Do / Rey Sejong          | 24 episodios                               |                      |
| 2014    | Secret Door                    | Rey Yeongjo                  | 24 episodios                               |                      |
| 2016-17 | Romantic Doctor, Teacher Kim   | Dr. Bo Yong-joo / Kim Sa-boo | 20 episodios                               |                      |
| 2019    | Watcher                        | Det. Do Chi-kwang            | 16 episodios                               |                      |
| 2020    | Romantic Doctor, Teacher Kim 2 | Dr. Bo Yong-joo / Kim Sa-boo | 16 episodios                               | [ 14 ]               |
| 2022    | When the Day Breaks            | Jang Jae-wook                | Producción suspendida, no llegó a emitirse |                      |
| 2022    | Recipe for Farewell            | Kang Chang-rae               | Serie web                                  | [ 17 ]               |
| 2024    | Doubt                          | Jang Tae-su                  |                                            | [ 18 ] [ 19 ] [ 20 ] |

### Películas
| Año  | Título                             | Personaje         | Notas                                                                                            |
| ---- | ---------------------------------- | ----------------- | ------------------------------------------------------------------------------------------------ |
| 2019 | Forbidden Dream                    | Rey Sejong        | junto a Choi Min-sik, Shin Goo, Kim Hong-fa, Heo Joon-ho y Kim Tae-woo                           |
| 2019 | Idol                               | Goo Myung-hui     | junto a Sol Kyung-gu, Chun Woo-hee, Jo Byung-gyu, Jeon Jin-ki, Yoo Seung-mok y Hyun Bong-shik    |
| 2018 | Father's War                       | Baek-seok         | junto a Baek Sung-hyun, Seo Se-myung, Kim Young-jae y Lee Seung-joon                             |
| 2017 | The Prison                         | Jung Ik-ho        | junto a Kim Rae-won, Jung Woong-in, Jo Jae-yoon, Kim Sung-kyun, Shin Sung-rok y Lee Geung-young  |
| 2014 | The Royal Tailor                   | Jo Dol-seok       | junto a Go Soo, Park Shin-hye, Yoo Yeon-seok, Ma Dong-seok y Shin So-yul                         |
| 2013 | My Paparotti                       | Sang-jin          | junto a Lee Je-hoon, Kang So-ra, Oh Dal-su, Cho Jin-woong, Jin Kyung y Kim Ji-seok               |
| 2013 | The Berlin File                    | Jeong Jin-soo     | junto a Ha Jung-woo, Ryoo Seung-bum, Jun Ji-hyun, Lee Geung-young, John Keogh y Numan Açar       |
| 2010 | Villain and Widow                  | Chang-in          | junto a Lee Jang-woo, Kim Hye-soo, Choi Daniel, Kim Ki-chun, Park Ji-bin y Park Won-sang         |
| 2009 | White Night                        | Han Dong-soo      | junto a Son Ye-jin, Go Soo, Lee Min-jung, Park Sung-woong y Cha Hwa-yeon                         |
| 2008 | Eye for an Eye                     | Baek Seong-chan   | junto a Cha Seung-won, Song Yeong-chang, Lee Byung-joon, Jung In-gi y Kim Ji-seok                |
| 2006 | Solace                             | Shim In-ku        | junto a Kim Ji-soo, Lee Han-wi, Kim Seong-nyeo y Choi Ban-ya                                     |
| 2006 | A Bloody Aria                      | Moon-jae          | junto a Lee Moon-sik, Oh Dal-su, Cha Ye-ryun, Kim Shi-hoo, Lee Byung-joon yy Jung Kyung-ho       |
| 2006 | Forbidden Quest                    | Kim Yoon-seo      | junto a Lee Beom-soo, Kim Min-jung, Oh Dal-su, Woo Hyun, Ahn Nae-sang y Kim Byeong-ok            |
| 2005 | Mr. Housewife (Quiz King)          | Jin Man           | junto a Shin Eun-kyung, Gong Hyung-jin, Kim Soo-mi, Seo Shin-ae y Lee Joo-hyun                   |
| 2005 | The President's Last Bang          | Agente Ju         | junto a Song Jae-ho, Baek Yoon-sik, Kwon Byung-gil, Lee Jae-gu, Kim Sang-ho y Kim Eung-soo       |
| 2004 | The Scarlet Letter                 | Det. Lee Ki-hoon  | junto a Lee Eun-ju, Uhm Ji-won, Sung Hyun-ah, Kim Jin-geun y Kim Min-sung                        |
| 2003 | Salt Doll                          | -                 |                                                                                                  |
| 2003 | Double Agent                       | Rim Byeong-ho     | junto a Ko So-young, Song Jae-ho, Chun Ho-jin, Ryu Seung-soo y Kwon Hyeok-pung                   |
| 1999 | Tell Me Something                  | Detective Jo      | junto a Shim Eun-ha, Gil Eun-hye, Kwon Nam-hee y Ahn Suk-hwan                                    |
| 1999 | Shiri                              | Yu Jong-won       | junto a Choi Min-sik, Yunjin Kim, Song Kang-ho, Yoon Joo-sang, Park Yong-woo y Hwang Jung-min    |
| 1998 | Christmas in August                | Jung-won          | junto a Shim Eun-ha, Shin Goo, Oh Ji-hye y Lee Han-wi                                            |
| 1997 | The Contact                        | Dong-hyeon        | junto a Jeon Do-yeon, Chu Sang-mi, Choi Cheol-ho, Kim Tae-woo y Lee Beom-soo                     |
| 1997 | No. 3                              | Tae-ju            | junto a Choi Min-sik, Lee Mi-yeon, Park Sang-myun y Song Kang-ho                                 |
| 1997 | Green Fish                         | Mak-dong          | junto a Shim Hye-jin, Moon Sung-keun, Myung Gye-nam, Kim Yong-nam, Jung Jin-young y Song Kang-ho |
| 1996 | The Ginkgo Bed                     | Soo-hyeon         | junto a Shim Hye-jin, Jin Hee-kyung, Shin Hyun-joon, Kim Hak-chul y Kim Myung-kook               |
| 1995 | Doctor Bong                        | Dr. Bong Joon-soo | junto a Kim Hye-soo, Lee Joo-hyeon, Lee Na-ri, Yu Oh-seong y Kim Sun-hwa                         |
| 1995 | Mom, the Star, and the Sea Anemone | -                 |                                                                                                  |

## Premios y nominaciones
| Año  | Categoría                                              | Premio                                        | Trabajo                         | Resultado | Ref.          |
| ---- | ------------------------------------------------------ | --------------------------------------------- | ------------------------------- | --------- | ------------- |
| 2025 | Mejor actor de reparto (televisión)                    | 61.os Premios Baeksang Arts                   | Doubt                           | Pendiente | [ 23 ] [ 24 ] |
| 2020 | Best Actor (Film)                                      | 56th Baeksang Arts Award                      | Forbidden Dream                 | Nominado  | [ 25 ]        |
| 2020 | Best Actor                                             | 25th Chunsa Film Art Award                    | Forbidden Dream                 | Nominado  |               |
| 2020 | Best Actor                                             | 56th Grand Bell Award                         | Forbidden Dream                 | Nominado  |               |
| 2019 | Actor of the Year                                      | 19th Director's Cut Award                     | Idol                            | Nominado  |               |
| 2019 | Best Actor                                             | 28th Buil Film Award                          | Idol                            | Nominado  |               |
| 2019 | Best Actor                                             | 23rd Fantasia International Film Festival     | Idol                            | Ganó      | [ 26 ]        |
| 2017 | Best Actor                                             | 54th Grand Bell Award                         | The Prison                      | Nominado  |               |
| 2017 | Grand Prize (Daesang)                                  | 10th Korea Drama Award                        | Romantic Doctor, Teacher Kim    | Nominado  |               |
| 2017 | Best Actor (TV)                                        | 53rd Baeksang Arts Award                      | Romantic Doctor, Teacher Kim    | Nominado  |               |
| 2016 | Grand Prize (Daesang)                                  | 24th SBS Drama Award                          | Romantic Doctor, Teacher Kim    | Ganó      | [ 27 ]        |
| 2016 | Top Excellence Award, Actor in a Genre & Fantasy Drama | 24th SBS Drama Award                          | Romantic Doctor, Teacher Kim    | Nominado  |               |
| 2016 | Top 10 Stars                                           | 24th SBS Drama Award                          | Romantic Doctor, Teacher Kim    | Ganó      |               |
| 2014 | Top Excellence Award, Actor in a Serial Drama          | 24th SBS Drama Award                          | Secret Door                     | Nominado  |               |
| 2012 | Presidential Recommendation                            | 3rd Korean Popular Culture Award              | -                               | Ganó      |               |
| 2012 | Top Excellence Award, Actor                            | 1st APAN Star Award                           | Deep Rooted Tree                | Nominado  |               |
| 2012 | Grand Prize (Daesang)                                  | 5th Korea Drama Award                         | Deep Rooted Tree                | Nominado  |               |
| 2012 | Best Actor (TV)                                        | 48th Baeksang Arts Award                      | Deep Rooted Tree                | Nominado  |               |
| 2011 | Grand Prize (Daesang)                                  | SBS Drama Award                               | Deep Rooted Tree                | Ganó      | [ 28 ]        |
| 2011 | Top Excellence Award, Actor in a Drama Special         | SBS Drama Award                               | Deep Rooted Tree                | Nominado  |               |
| 2011 | Top 10 Stars                                           | SBS Drama Award                               | Deep Rooted Tree                | Ganó      |               |
| 2008 | Best Actor                                             | 17th Buil Film Award                          | Eye for an Eye                  | Nominado  |               |
| 2006 | Best Actor                                             | 5th Korean Film Award                         | Forbidden Quest                 | Nominado  |               |
| 2005 | Best Actor (Film)                                      | 41st Baeksang Arts Award                      | The President's Last Bang       | Nominado  |               |
| 2004 | Best Actor                                             | 6th Asian Film Critics Association Award      | The Scarlet Letter              | Nominado  |               |
| 2004 | Best Actor                                             | 25th Blue Dragon Film Award                   | The Scarlet Letter              | Nominado  |               |
| 2000 | Popularity Award                                       | 37th Grand Bell Award                         | Tell Me Something               | Ganó      |               |
| 1999 | Best Actor                                             | 20th Blue Dragon Film Award                   | Tell Me Something               | Nominado  |               |
| 1999 | Best Actor                                             | 7th Korean Culture and Entertainment Award    | Shiri y Tell Me Something       | Ganó      |               |
| 1999 | Best Actor (Film)                                      | 35th Baeksang Arts Award                      | Shiri                           | Nominado  |               |
| 1999 | Popular Star Award                                     | 20th Blue Dragon Film Award                   | Shiri                           | Ganó      |               |
| 1999 | Best Actor                                             | 1st Asian Film Critics Association Award      | Christmas in August             | Nominado  |               |
| 1999 | Best Actor                                             | 36th Grand Bell Award                         | Christmas in August             | Nominado  |               |
| 1999 | Popularity Award                                       | 36th Grand Bell Award                         | Christmas in August             | Ganó      |               |
| 1998 | Best Actor                                             | Cine 21 Award                                 | Christmas in August             | Ganó      |               |
| 1998 | Popular Star Awards                                    | 19th Blue Dragon Film Award                   | Christmas in August             | Ganó      |               |
| 1998 | Best Actor                                             | 19th Blue Dragon Film Award                   | Christmas in August             | Nominado  |               |
| 1998 | Best Actor                                             | 3rd Women Viewers Film Award                  | Christmas in August             | Ganó      |               |
| 1998 | Best Actor                                             | 1st Director's Cut Award                      | Christmas in August             | Ganó      |               |
| 1997 | Best Actor (Film)                                      | 33rd Baeksang Arts Award                      | Green Fish                      | Ganó      |               |
| 1997 | Most Popular Actor                                     | 20th Golden Cinematography Award              | Green Fish                      | Ganó      |               |
| 1997 | Best Actor                                             | 17th Korean Association of Film Critics Award | Green Fish                      | Ganó      |               |
| 1997 | Best Actor                                             | 35th Grand Bell Award                         | Green Fish                      | Ganó      |               |
| 1997 | Popularity Award                                       | 35th Grand Bell Award                         | Green Fish, The Contact y No. 3 | Ganó      |               |
| 1997 | Popular Star Award                                     | 18th Blue Dragon Film Award                   | Green Fish, The Contact y No. 3 | Ganó      |               |
| 1997 | Best Actor                                             | 18th Blue Dragon Film Award                   | Green Fish                      | Ganó      |               |
| 1996 | Best Actor                                             | 17th Blue Dragon Film Award                   | The Ginkgo Bed                  | Nominado  |               |
| 1996 | Best Actor                                             | 34th Grand Bell Award                         | The Ginkgo Bed                  | Nominado  |               |
| 1996 | Best New Actor                                         | 34th Grand Bell Award                         | Doctor Bong                     | Nominado  |               |
| 1996 | Best New Actor (Film)                                  | 32nd Baeksang Arts Award                      | Doctor Bong                     | Ganó      |               |
| 1996 | Best New Actor                                         | Cine 21 Award                                 | Doctor Bong                     | Ganó      |               |
| 1995 | Best New Actor                                         | 6th Chunsa Film Art Award                     | Doctor Bong                     | Ganó      |               |
| 1995 | Best Actor                                             | 16th Blue Dragon Film Award                   | Doctor Bong                     | Nominado  |               |
| 1994 | 'Top Excellence Award, Actor                           | TV Journal Star of the Year                   | The Moon of Seoul               | Ganó      |               |
| 1994 | Top Excellence Award, Actor                            | MBC Drama Award                               | The Moon of Seoul               | Ganó      |               |
| 1993 | Best New Actor                                         | MBC Drama Award                               | Pilot y Sons and Daughters      | Ganó      |               |
| 1984 | Encouragement Award                                    | MBC Gangbyeon Song Festival                   | -                               | Ganó      |               |